# Гута (Ліпський повіт)
Гута (пол. Huta) — село в Польщі, у гміні Ліпсько Ліпського повіту Мазовецького воєводства.
Населення — 111 осіб (2011).
У 1975-1998 роках село належало до Радомського воєводства.

## Демографія
Демографічна структура станом на 31 березня 2011 року:
|          | Загалом | Допрацездатний вік | Працездатний вік | Постпрацездатний вік |
| -------- | ------- | ------------------ | ---------------- | -------------------- |
| Чоловіки | 61      | 16                 | 37               | 8                    |
| Жінки    | 50      | 11                 | 28               | 11                   |
| Разом    | 111     | 27                 | 65               | 19                   |